# Leonardo Grosso della Rovere
Leonardo Grosso della Rovere, surnommé le cardinal d'Agen, (né à Savone, en Ligurie, en 1464, et mort à Rome le 17 septembre 1520) est un cardinal italien du XVIe siècle. Il est le frère du cardinal Clemente Grosso della Rovere (1503) et de l'évêque François de La Rovère. Il est le petit-neveu du pape Sixte IV par sa mère, un parent du cardinal Galeotto Franciotti della Rovere (1503) et l'arrière-cousin du pape Jules II.

## Biographie
Leonardo Grosso delle Rovere est évêque d'Agen de 1487 à 1519. Il est abbé commendataire de  S. Giuliano à Spolète. En 1494 il est nommé vicaire général de son frère Clemente, abbé commendataire de l'abbaye de Bonnecombe.
Il est fait cardinal par le pape Jules II lors du consistoire du 1er décembre 1505. Le cardinal della Rovere est légat apostolique à Viterbe et à Pérouse. Il est nommé ambassadeur en France en 1507 et gouverneur de Rome en 1510. En 1512-1513 il est camerlingue du Sacré Collège. Le cardinal Grosso della Rovere participe au Ve concile du Latran et au conclave de 1513, au cours duquel Léon X est élu. C'est lui qui règle la construction du tombeau du pape Jules II avec Michelangelo, dont la statue de Moïse. Della Rovere est encore abbé commendataire de l'abbaye de Morimondo à Milan. En 1517 il est évêque de Lucques.